# Бур (Горњи Пиринеји)
Бур (фр. Bours) насеље је и општина у јужној Француској у региону Миди Пирене, у департману Горњи Пиринеји која припада префектури Тарб.
По подацима из 2011. године у општини је живело 783 становника, а густина насељености је износила 167,31 становника/km². Општина се простире на површини од 4,68 km². Налази се на средњој надморској висини од 300 метара (максималној 290 m, а минималној 267 m).

## Демографија
| 1962. | 1968. | 1975. | 1982. | 1990. | 1999. | 2011. |
| ----- | ----- | ----- | ----- | ----- | ----- | ----- |
| 368   | 371   | 524   | 547   | 602   | 715   | 783   |

График промене броја становника у току последњих година